# Heilig-Kreuz-Kirche (Berlin-Hohenschönhausen)

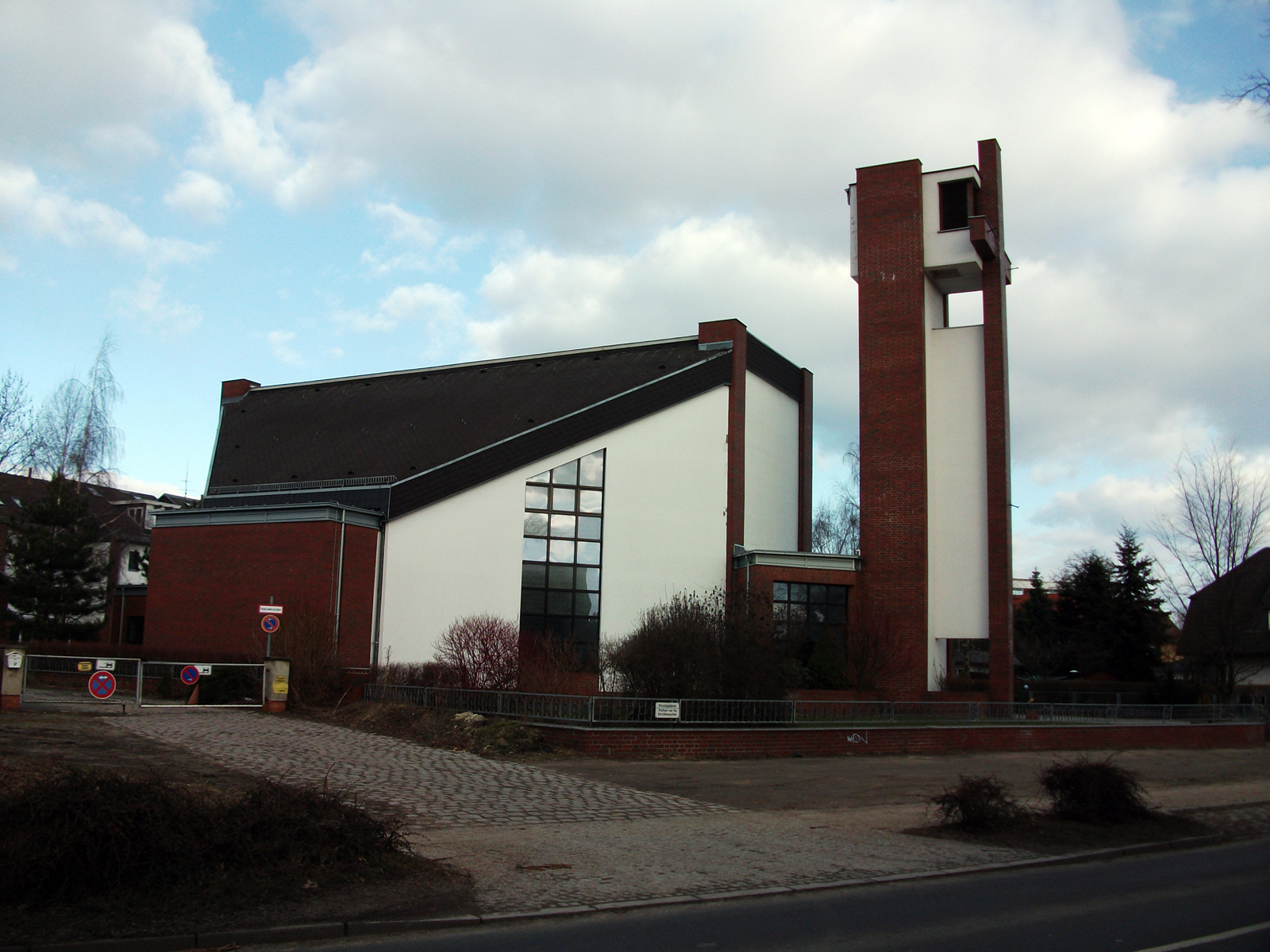
Katholische Kirche Heilig Kreuz

Die Heilig-Kreuz-Kirche im Berliner Ortsteil Alt-Hohenschönhausen ist eine römisch-katholische Pfarrkirche, die 1987/1988 gebaut wurde. Ihre Adresse lautet Malchower Weg 22–24. Sie gehört zum Dekanat Lichtenberg im Erzbistum Berlin.

## Geschichte

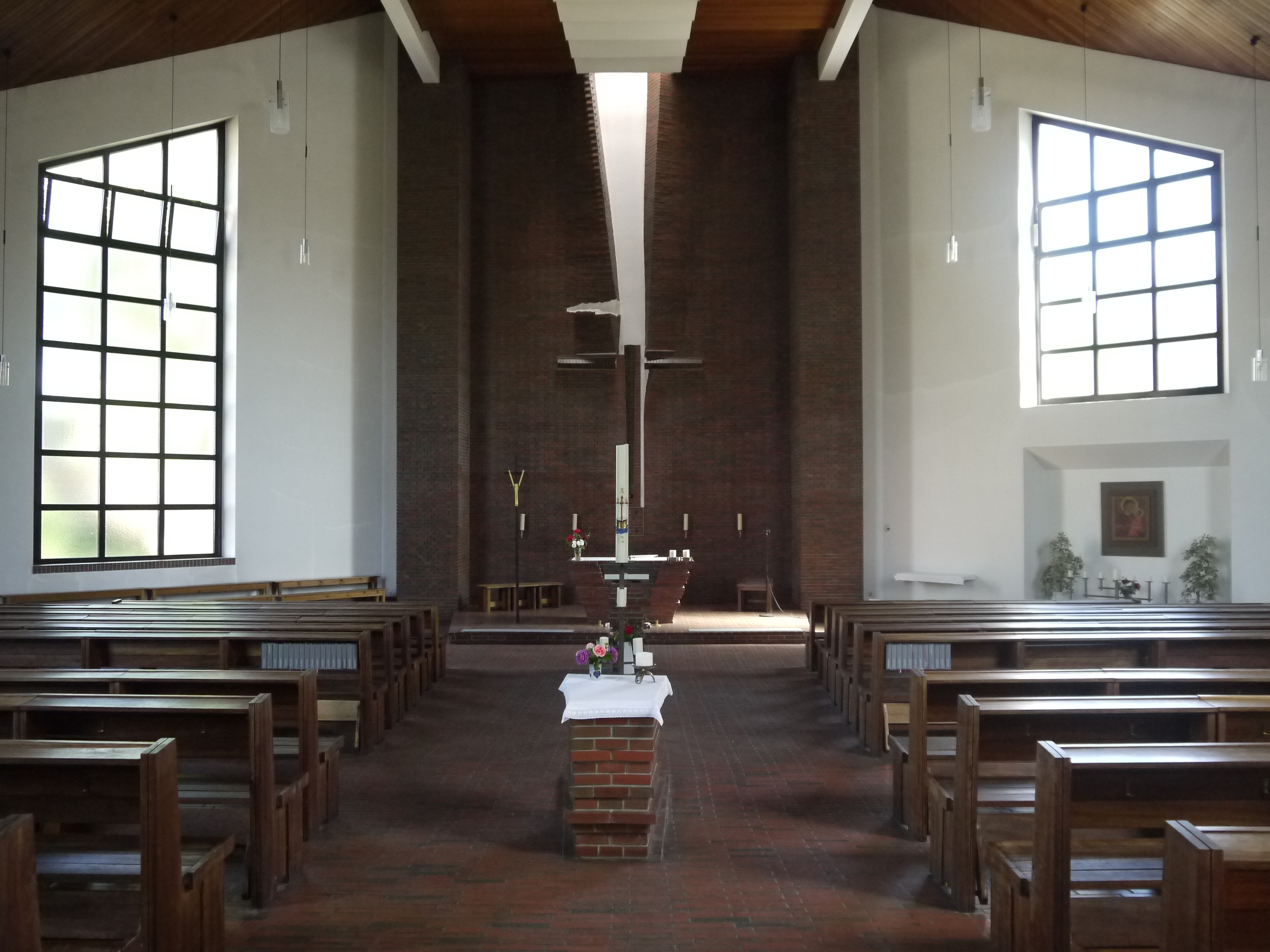
Altarraum

Bereits im Jahr 1907 wurde die Kapelle Zum Heiligen Kreuz auf dem Friedhof an der Berliner Straße (der heutigen Konrad-Wolf-Straße) geweiht, der Bau entstand nach Plänen und unter Leitung des Architekten Hermann Bunning. Die zuständige Gemeinde Heilig Kreuz gründete sich erst im Jahre 1931.
Wegen der ab den 1970er Jahren zahlreich entstandenen Neubauviertel im damaligen Bezirk Hohenschönhausen zogen auch immer mehr Katholiken hierher. Das erforderte die Einrichtung eines Gemeindezentrums und den Bau eines größeren Gotteshauses. Nachdem das Bonifatiuswerk aus Paderborn zur Finanzierung einen Vertrag mit der Gemeinde unterschrieben hatte, projektierte ein Architektenteam der Bauakademie der DDR sowohl ein Gemeindehaus, das bereits 1986 eröffnet werden konnte, als auch das Kirchengebäude. Prälat Paul Dissemond legte am 23. Mai 1987 den Grundstein für die neue Kirche. Den Bau führte der VEB Bau Wismar aus. Am 13. November 1988 weihte Joachim Kardinal Meisner die Kirche. Die fertige Gestaltung des Bauwerks weicht in einigen Details von den ursprünglichen Plänen ab, das betrifft vor allem das Kreuz am freistehenden Kirchturm, das auf einen Vorschlag des Innenarchitekten Friedrich Press zurückgeht: auf ganzer Höhe von 20 Metern wurde ein überdimensionales Kreuz aus Klinkern geformt und mit drei riesigen Nägeln sichtbar befestigt. Diese Gestaltung erinnert an die Kreuzigung Christi.

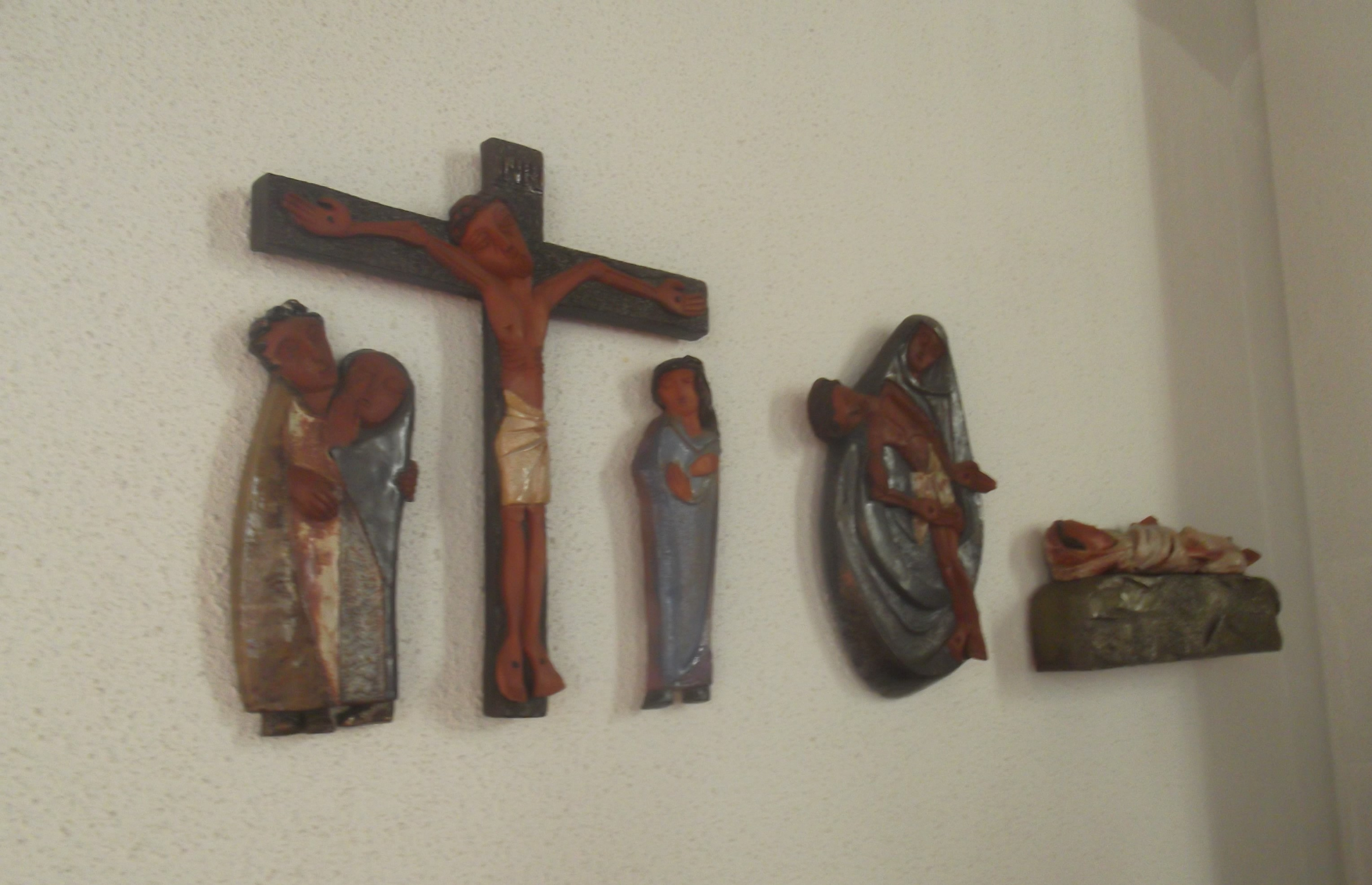
Detail des Kreuzwegs

Die Friedhofskapelle blieb erhalten und erhielt 1967 eine moderne Innenausstattung nach Entwürfen von Friedrich Press. Sie steht inzwischen, zusammen mit dem Verwaltungsgebäude und der Friedhofsmauer, unter Denkmalschutz.
Nach der politischen Wende erhielt das Gotteshaus auch die geplanten Glocken, die folgende Inschriften aufweisen: Venite adoremus (‚Kommt, lasset uns anbeten‘), Pax vobis (‚Der Friede sei mit euch‘) und Ave Maria (‚Gegrüßet seist du, Maria‘). Die Glockenweihe erfolgte durch Bischof Georg Sterzinsky am 31. Mai 1990.
In den Jahren 1999/2000 wurde das Kirchengebäude umfassend saniert.
Im Jahr 2004 schloss sich die Heilig-Kreuz-Gemeinde mit der Gemeinde St. Konrad von Parzham in Falkenberg zur Katholischen Kirchengemeinde Heilig Kreuz Berlin zusammen. Die Kirche gehört heute zu der am 1. Januar 2021 errichteten Pfarrgemeinde Heilige Theresa von Avila Berlin Nordost im Erzbistum Berlin, zu der mit der Pfarrei Heilig Kreuz die Pfarreien St. Josef (Berlin-Weißensee), St. Georg (Berlin-Pankow) und Corpus Christi (Prenzlauer Berg) fusionierten.

## Ausstattung
Die Innenraumgestaltung folgte den Vorschlägen des Künstlers Friedrich Press, der die Details unter das Motto Die Feier der Osternacht stellte. 
Die Altarwand im achteckigen Innenraum erhält Tageslicht von weit oben angeordneten Fenstern. Zusammen mit dem Licht des Deckenleuchters in der Mitte des Kirchenschiffes wird hiermit die österliche Herrlichkeit symbolisiert. Der Taufbrunnen, ebenfalls von Press gestaltet, hat einen direkten Anschluss an eine Wasserleitung.

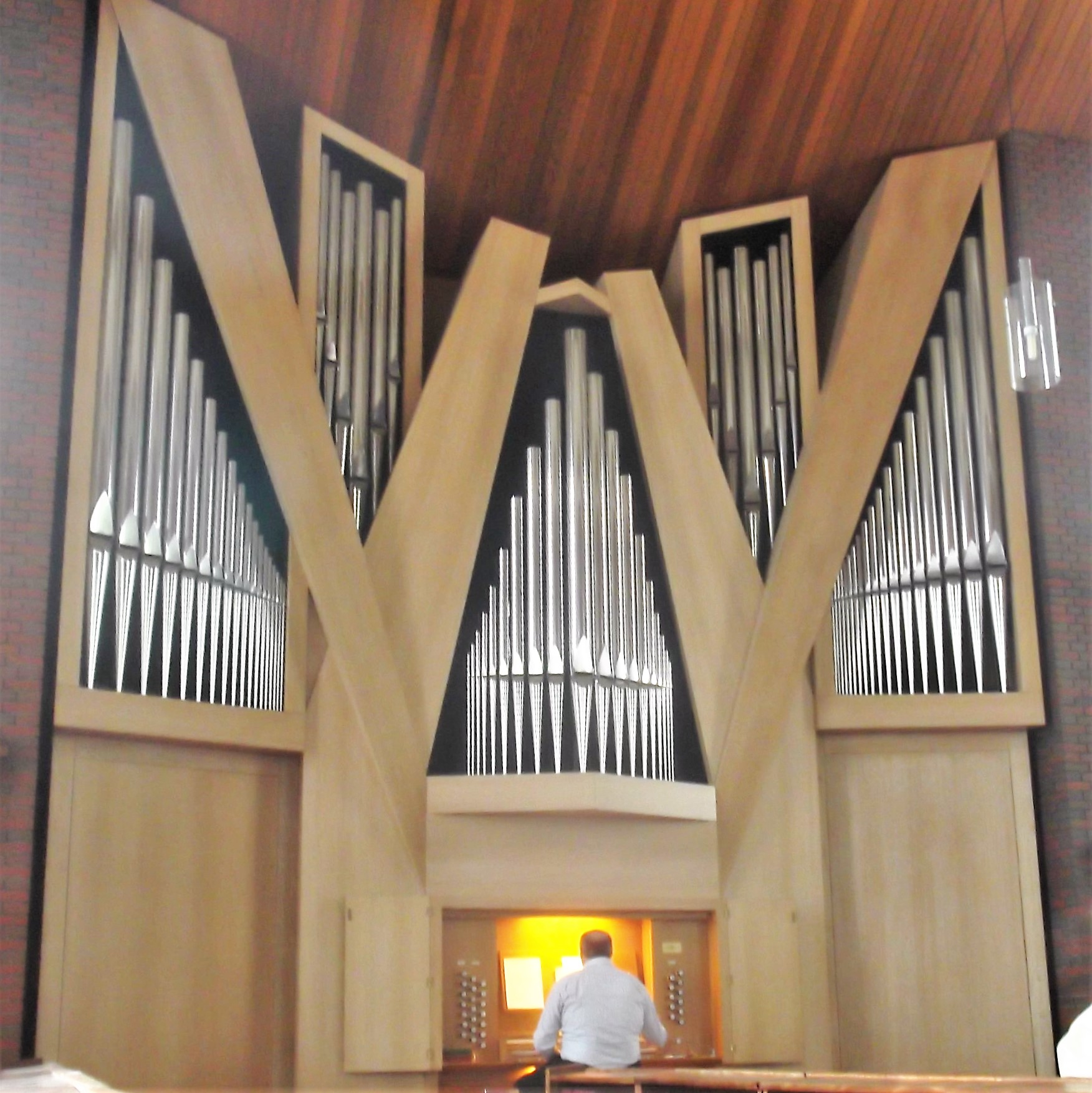
Orgel

Erwähnenswert sind eine original-russische Ikone, die an das 1000-Jahres-Fest des Christentums in Russland erinnert, sowie eine Menora, die zum Gedenken an die Reichskristallnacht mahnt und den christlich-jüdischen Dialog befördern soll.

## Orgel und Glocken

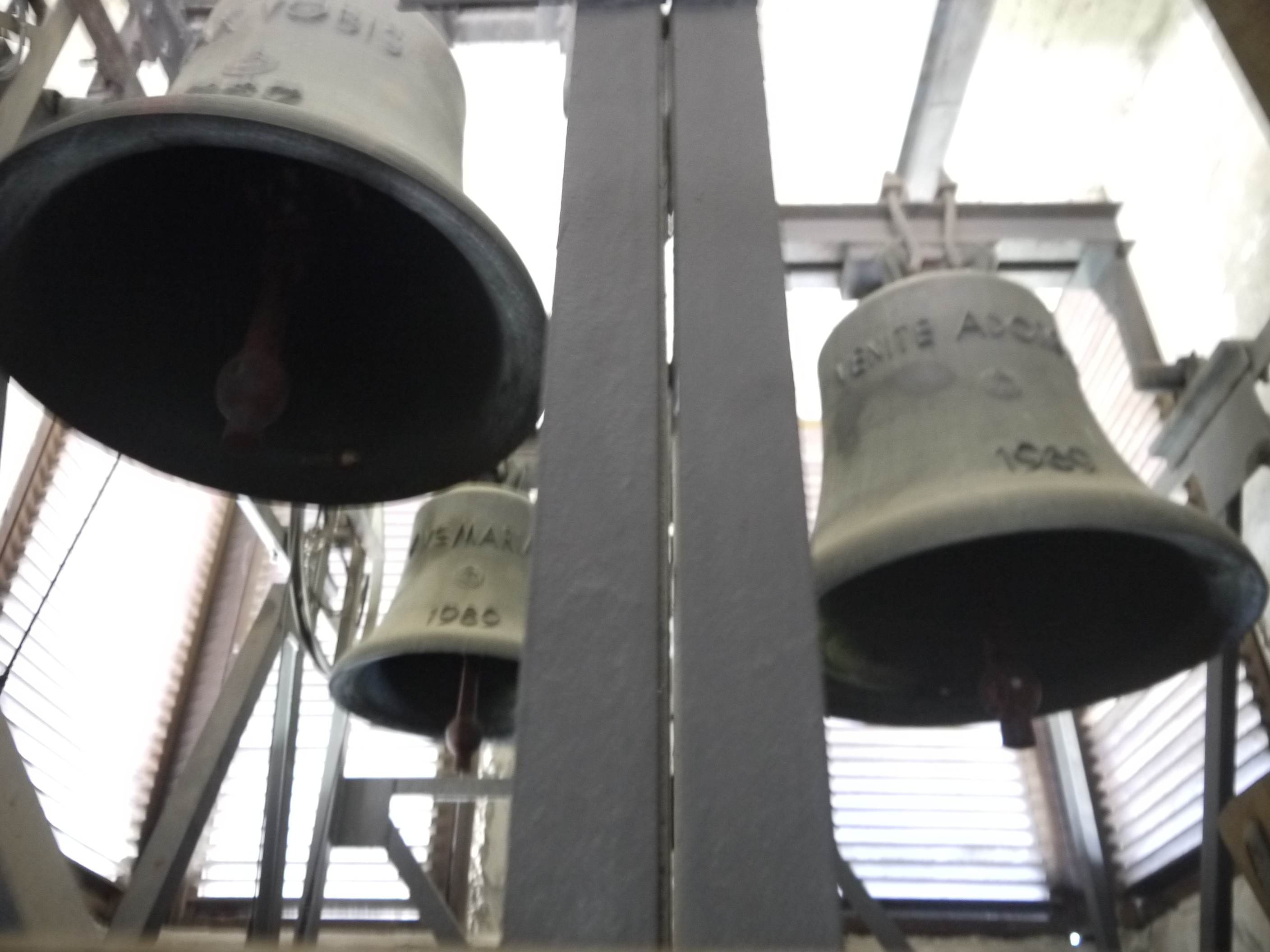
Glocken

Im November 2004 wurde die Orgel geweiht, die das Orgelbauunternehmen Friedrich Fleiter aus Münster hergestellt hatte; den Prospekt gestaltete Wilfried Statt. Sie steht im Kirchenraum, nicht auf einer Empore, und verfügt über 22 Register auf zwei Manualen und Pedal.
Das dreistimmige Geläut wurde 1989 von Schilling in Apolda gegossen. Die kleinste Glocke ist die Angelusglocke und läutet mit der Glocke 2 zusammen zu Werktagsmessen. Die große Glocke ist Sonn- und Feiertagen sowie Hochzeiten und Trauerfeiern vorbehalten.
| Nr. | Ton | Inschrift               | Gießer, Gussjahr                 |
| --- | --- | ----------------------- | -------------------------------- |
| 01  | 0h′ | VENITE ADOREMUS DOMINUM | VEB Glockengießerei Apolda, 1989 |
| 02  | 0d″ | PAX VOBIS               | VEB Glockengießerei Apolda, 1989 |
| 03  | 0e″ | AVE MARIA               | VEB Glockengießerei Apolda, 1989 |

## Kirchennutzungen und Gemeindearbeit
Der Moskauer Patriarch hielt in der Kirche am 8. September 1990 eine Marienmesse und predigte über die Aussagekraft der Ikone.
In dem Kirchengebäude finden außer Gottesdiensten auch Konzerte statt oder der Kirchenraum dient als Treff zwischen Berlinern und Ausländern. Für das Jahr 1993 berichtet die Chronik beispielsweise über Veranstaltungen mit bosnischen Kriegsflüchtlingen und Asylbewerbern.
Die Heilig-Kreuz-Gemeinde unterhält Chöre, Hauskreise und Gesprächsgruppen.